# José María de Areilza
José María de Areilza y Martínez de Rodas (Portugalete, Vizcaya, 3 de agosto de 1909 - Madrid, 22 de febrero de 1998), fue un político español, alcalde de Bilbao en 1937, consejero nacional del Movimiento (1946-1958), embajador de España en Argentina, Francia y Estados Unidos y secretario del Consejo Privado del Conde de Barcelona. Fue ministro de Asuntos Exteriores en el primer gobierno del rey Juan Carlos I y cofundador de la Unión de Centro Democrático  (UCD). Está considerado como uno de los impulsores de la Transición Española. En 1981 fue elegido presidente de la Asamblea Parlamentaria del Consejo de Europa. II marqués de Santa Rosa del Río y conde consorte de Motrico.

## Biografía

### Origen familiar
Hijo de Enrique de Areilza y Arregui, cirujano y fundador de los hospitales de Basurto, Gorliz, Triano y La Arboleda, y de Emilia Martínez y Rodas, II condesa de Rodas, se casó con María de las Mercedes de Churruca y Zubiría, IV condesa de Motrico.

### Estudios
Tras realizar el bachillerato en el Instituto de Vizcaya, título que obtiene en 1924, emprende la carrera de medicina en la universidad madrileña de San Carlos, que abandona en el primer curso para pasar a simultanear los estudios de ingeniería industrial en la Escuela de Bilbao y los de derecho en la Universidad de Salamanca, ciudad en la que va a residir los veranos hasta finalizar su licenciatura. Una carrera, la de Derecho, que concluye en 1933. En Salamanca conoce a Miguel de Unamuno, amigo de la infancia de su padre.

### Presidente de Renovación Española en Vizcaya
Una vez terminados los estudios en la Escuela de Ingenieros con el número uno de su promoción, inició su actividad política en la denominada Juventud Monárquica a través de colaboraciones, bajo pseudónimo, en el periódico El Nervión. Impulsó la organización de las labores electorales previas a la campaña electoral de abril de 1931. Al fundarse el partido de filiación monárquica Renovación Española en 1933, fue su presidente en Vizcaya, y en las elecciones de noviembre de 1933, a los veinticuatro años, fue candidato del bloque derechas por la circunscripción de Vizcaya, compartiendo candidatura con el tradicionalista Marcelino Oreja Elósegui. Areilza no resultó elegido. Por su relación personal con José Antonio Primo de Rivera y Ramiro Ledesma Ramos contribuyó a la fusión de las dos ramas del fascismo español, Falange Española y las Juntas de Ofensiva Nacional Sindicalista. En 1934 fue uno de los firmantes del manifiesto del Bloque Nacional.
En las elecciones de febrero de 1936, Areilza formó parte —por Renovación Española— de la candidatura de Unión de Derechas para el distrito de Bilbao. Le acompañaron en la misma Miguel Goldaracena, de Acción Popular, José María Juaristi, tradicionalista de Unión Vascongada, y Joaquín Adán, independiente. Finalmente, los comicios en Bilbao dieron como resultado el triunfo del Frente Popular y los nacionalistas vascos. La Unión de Derechas no alcanzó representación. José María Areilza reunió casi 30 000 votos y su candidatura fue la más votada en los distritos de San Vicente y de la Diputación de la capital vizcaína (El Liberal, 18 de febrero de 1936).

### Conspiración y Guerra Civil
En los meses de febrero a julio de 1936, se desplaza a Pamplona para obtener información directa del general Mola, organizador de la sublevación contra la República, y en adelante actuará como su enlace en Bilbao. José María de Areilza mantiene informados de las conversaciones a sectores implicados en la conspiración en Madrid, entre otros a Valentín Galarza y Jorge Vigón, representantes de Unión Militar Española. La falta de apoyos aborta el levantamiento en Bilbao. Ante la evidencia de la guerra y tras ocultarse, José María Areilza huye de Bilbao. Es condenado por el Tribunal Popular de Bilbao bajo la acusación de ser uno de los jefes de la conspiración en Vizcaya. Se pone a disposición de las autoridades franquistas, recorre Burgos, Valladolid y Salamanca y colabora en la unificación de las diferentes tendencias nacionales en Falange Española Tradicionalista y de las Juntas de Ofensiva Nacional Sindicalista (FET y de las JONS) en abril de 1937. Combatió en la Guerra Civil en el bando sublevado.

### Primer alcalde tras la caída de Bilbao
En junio de 1937 asiste a la toma de Bilbao y el día 21 es nombrado, por el gobernador civil, alcalde de la capital vizcaína, cargo que ostentará durante ocho meses (21-6-1937/24-2-1938) Como alcalde participa activamente en la represión en Bilbao y el 8 julio declara:

Ha caído vencida, aniquilada para siempre esa horrible pesadilla siniestra y atroz, que se llamaba Euskadi… Para siempre has caído tú [ Aguirre ], rastacueros del nacionalismo vasco, mezquino, rencoroso, torcido y ruin que jugaste a personaje durante los once meses de crimen y robo en que te encaramaste al poder, mientras los pobres gudaris cazados a lazo como cuadrúpedos en las aldeas se dejaban la piel en las montañas de Vizcaya.

Tras la Alcaldía bilbaína, participa en la constitución del nuevo régimen y el Movimiento Nacional. En enero de 1938 es nombrado delegado nacional con objeto de la celebración del primer congreso de la FET y de las JONS en Bilbao. Es nombrado jefe del servicio nacional de Enseñanza Profesional y Técnica, funciones que desempeña un mes escaso dada su designación como jefe del servicio nacional de Industria (2-3-1938).

### Participación en la política del régimen franquista
Por decreto de 25 de octubre de 1939 el consejero nacional José María Areilza es nombrado miembro de la Junta Política de FET y de las JONS. Procurador en Cortes por su condición de Consejero Nacional del Movimiento por designación directa del jefe del Estado durante la II Legislatura de las Cortes Españolas (1946-1949), repitió ambos cargos en la III Legislatura de las Cortes Españolas (1949-1952),
IV Legislatura de las Cortes Españolas (1952-1955), y V Legislatura de las Cortes Españolas (1955-1958). Será designado vocal de la comisión permanente del Consejo Nacional de Economía (1940) y representante de los sindicatos en el consejo de administración de la Red Nacional de los Ferrocarriles Españoles, función esta última que desempeña hasta su cese el 24 de julio de 1942. Por estas fechas, en el ámbito profesional y de la administración provincial José María Areilza es vocal del consejo de El Correo Español-El Pueblo Vasco (1939), consejero de Nitratos de Castilla, y miembro de la comisión organizadora de la Feria de Muestras de Bilbao (1941). Reorganiza, la extinguida Junta de Cultura Vasca, presidiendo la primera Junta de Cultura de Vizcaya, creada por la Diputación provincial ese mismo año 1942.

### El régimen franquista tras la Segunda Guerra Mundial
En el transcurso de la Segunda Guerra Mundial se inician en España las maniobras políticas para poner fin al régimen de Franco, mediante una intervención aliada, y restaurar la monarquía en la persona de Don Juan de Borbón. José María Areilza entabla conversaciones diplomáticas con las embajadas de Estados Unidos, Reino Unido y Francia en Madrid a fin de valorar los apoyos a dicha intervención. Se entrevista posteriormente con el conde de Barcelona en Lausana para informarle de que sólo habrá sanciones diplomáticas y retirada de embajadas, como así se produciría tras los acuerdos de Potsdam y de San Francisco. Intenta persuadirle de que aplace la declaración pública que le exigen los aliados, no obstante, Don Juan de Borbón difunde el manifiesto en el que insta a Franco a abandonar el poder para dar paso a la restauración de la monarquía, el 19 de marzo de 1945.

### Embajador en Argentina, Estados Unidos y Francia
Es designado procurador en Cortes para las legislaturas que se suceden de 1946 a 1958 e imparte clases de Política económica y Economía y Política industrial en la Facultad de Ciencias Políticas y Económicas en la Universidad de Madrid (1944-1947). Pero su función alcanza una dimensión internacional al ser nombrado Embajador de España en Argentina (1947-1950), Estados Unidos (1954-1960) y Francia (1960-1964). Durante su primer destino en Buenos Aires, se firma el protocolo Franco-Perón (1948) de cooperación económica y un posterior convenio adicional (1949). Asimismo, José María Areilza tiene la oportunidad de un acercamiento a Paraguay, donde en agosto de 1948 es nombrado presidente Natalicio González. De sus conversaciones con el presidente paraguayo se obtiene el nombramiento de un embajador en España. Tras concluir sus funciones diplomáticas en Argentina, José María de Areilza dedica unos años a la actividad empresarial: es vocal consejero, ya desde 1948, de Industria Resinera, empresa con sede en Bilbao fundada en 1922, presidente de Sociedad Ibérica de Gomas y Amiantos (Bilbao) desde 1950, y promueve la creación de Celulosas del Nervión (Durango) en 1951. 
En marzo de 1954 toma posesión de la presidencia de la Central Siderúrgica y en agosto de ese mismo año es nombrado embajador de Estados Unidos, siendo presidente el general Eisenhower. Sucede en esta función a José Félix Lequerica, que deja tras de sí la firma de acuerdos económicos y militares entre ambos países (1953), preludio de la futura cooperación que consolida su sucesor. Areilza ofrece a Estados Unidos una España anticomunista, con una nueva y eficaz estructura que Franco ha sabido imprimirle, lo cual le garantiza estabilidad y continuidad. Esta política de acercamiento queda sellada definitivamente con el viaje de Eisenhower a Madrid en diciembre de 1959, invitado por Franco. De su gestión en Estados Unidos destaca haber obtenido el ingreso de España en la ONU, lo que vino a consolidar la posición internacional del país. Asimismo, durante la misma se alcanzan acuerdos financieros, se firma el convenio sobre energía atómica (1955), se crea la Cámara de Comercio Hispano-Norteamericana en Nueva York y se inicia el acercamiento a los gobiernos de Inglaterra y Francia. Areilza también consiguió que el gobierno estadounidense enviara al desguace al crucero USS Reina Mercedes, un antiguo crucero español que fue capturado en la guerra hispano-estadounidense de 1898 y se exhibía como una especie de "trofeo de guerra".
Tras seis años en la embajada estadounidense, en 1960 cumple con nuevo destino en Francia. Desde París, José María de Areilza inicia la normalización de las relaciones diplomáticas con la Unión Soviética y las negociaciones para la entrada en la Comunidad Económica Europea. Las conversaciones que, por esas fechas, mantiene con Franco sobre la necesidad de apertura del régimen hacia un sistema democrático, vigente en Europa occidental, resultan infructuosas. Dimitió como embajador en París por discrepancias con el régimen y fue nombrado en 1964 secretario del Consejo Privado de Don Juan de Borbón, conde de Barcelona.  En 1966 ingresó como miembro de la Real Academia de Ciencias Morales y Políticas.

### Liderazgo del movimiento monárquico
José María de Areilza dedica su siguiente etapa a trabajar al frente del movimiento monárquico en España. Sus planteamientos evolucionan hacia la implantación en la España postfranquista de una monarquía no continuista, sino democrática y homologable a las instituciones monárquicas europeas, que habían aceptado plenamente el sistema democrático. Sus contactos con Don Juan de Borbón se remontan a los años cuarenta y se renuevan durante el ejercicio de sus funciones de embajador en Estados Unidos y en Francia. Y ya en abril de 1966 se incorpora, como secretario general, al secretariado político del conde de Barcelona. El secretariado culmina sus funciones en julio de 1969, fecha en la que Juan Carlos de Borbón es nombrado sucesor a título de rey.

### Desvinculación del régimen franquista
En la década de 1970 se situó en la oposición liberal al régimen de Franco, expresando su desacuerdo en repetidas ocasiones, colaborando desde la prensa y desplegando actividad como conferenciante. Su desvinculación del régimen y su posicionamiento a favor de la monarquía son contestados negativamente por sectores del gobierno, lo que se traduce en cese de cargos, retirada del pasaporte y multas. Carrero Blanco, su más frontal opositor, le replica en los periódicos bajo el pseudónimo de Ginés de Buitrago. En julio de 1975 nace FEDISA, grupo de signo centrista, del que forma parte Areilza junto con José Luis Álvarez Álvarez, democristiano, Pío Cabanillas, Francisco Fernández Ordóñez, socialdemócrata, y Marcelino Oreja, entre otros. Pero la iniciativa se disuelve durante el primer gobierno de la monarquía. Muere Franco el 20 de noviembre de 1975, dos días después es proclamado rey Juan Carlos I. José María de Areilza queda fuera del Consejo del Reino, aunque su nombre se barajaba en un principio; será Torcuato Fernández Miranda quien lo presida.

### Ministro de Asuntos Exteriores en el Gobierno de Arias Navarro
Una vez muerto el dictador Francisco Franco se le ofrece el Ministerio de Asuntos Exteriores en el primer gobierno de Carlos Arias Navarro, cargo que jura el 13 de diciembre. En política interna, José María de Areilza manifiesta sus desavenencias con la política inmovilista del gobierno de Arias Navarro, de ahí su rechazo al limitado estatuto de asociaciones que no abre paso a los partidos políticos. Sus contactos políticos le volvieron a colocar en posición de liderar la política nacional como sucesor de Arias Navarro. 

### Fundación de UCD. Ascenso de Suárez
En julio de 1976 dimite Carlos Arias Navarro y el rey designa a Adolfo Suárez para sucederle en la jefatura de gobierno, contra el pronóstico de quienes aseguraban el nombramiento de José María Areilza para el cargo. Este transmite su decisión de no continuar en el nuevo gabinete, tampoco lo hará Manuel Fraga. José María Areilza estima que se ha perdido tiempo en estos siete meses de monarquía con Arias Navarro y en política el factor tiempo es esencial (El Correo Español, 22-7-1976). Su cargo ministerial fue parejo al de procurador en cortes durante parte de la X Legislatura de las Cortes Españolas (1971-1977), concretamente desde el 23 de diciembre de 1975 hasta el 12 de julio de 1976. Ante el bloqueo institucional, Areilza propone dar a la nación una constitución que establezca definitivamente las bases de una monarquía democrática. Se muestra firme en el papel del rey como motor de cambio (frase que acuña en un acto en el periódico La Vanguardia, en Barcelona), en la legalización del Partido Comunista, que acabará por imponerse, y en arbitrar fórmulas para la autonomía regional de Cataluña y el País Vasco. Por esas fechas también José María Areilza contribuye a la creación de El País, donde publica sus artículos sobre la forma de llevar a cabo la reforma democrática. En 1976, junto con Pío Cabanillas, fundó el primer Partido Popular, integrado después en la UCD, que abandonó ante la llegada al partido de Adolfo Suárez. En 1979 fue elegido diputado por la entonces Coalición Democrática. Entre 1981 y 1983 ejerció de presidente de la Asamblea Parlamentaria del Consejo de Europa, el primer español en ocupar este puesto.

### Tras la Constitución de 1978
Se promulga la Constitución, se disuelven las Cortes y se convocan elecciones generales. Enseguida se establecen alianzas para las candidaturas posibles, de las que surge Coalición Democrática (CD), que reúne a Manuel Fraga, Federico Silva y Alfonso Osorio. José María Areilza es segundo candidato de la misma, que constituirá minoría parlamentaria de apoyo a UCD. No obstante, tras la dimisión de Adolfo Suárez en enero de 1981 y la apertura de una fractura interna en el partido que lidera, CD deja libertad de voto en la elección de nuevo presidente y Calvo Sotelo no logra el quórum, continuando el gobierno en una situación de interinidad. Del golpe de Estado de 23 de febrero José María de Areilza escribe: «No éramos en esa noche diputados y senadores de éste o de aquel color, sino representantes elegidos del pueblo español, sometidos a chantaje y vejación colectiva». Del problema vasco que: «es grave en sí, porque creo que se ha aplazado durante mucho tiempo su solución y el tiempo no lo cura siempre todo» (El Correo Español, 16-5-1979). Estatuto de Autonomía sí, pero analizado y discutido sin ritmo de urgencia, y con un plazo para rodarse, mientras se elabora una normativa orgánica constitucional relativa a aspectos cruciales como las haciendas locales autónomas, el orden público y la seguridad y el poder judicial. La presidencia de la Asamblea Parlamentaria del Consejo de Europa (1981-82) y su candidatura en UCD por Santander, frente a los centristas de Adolfo Suárez y los fraguistas, cierran la trayectoria política de José María Areilza. 

### Actividad intelectual
José María de Areilza fue un articulista prolífico y un conferenciante muy solicitado en los círculos sociales y culturales de la capital española (Escuela Diplomática de Madrid, Instituto de Estudios Políticos, Club Siglo XXI, Fundación Arte y Cultura, etc.) y de provincias, como Bilbao, adonde regresaba con intermitencia antes de emprender su etapa diplomática (Junta de Cultura de Vizcaya, Universidad de Deusto, Escuela de Ingenieros, Sociedad Bilbaína, etc.). Desde las columnas periodísticas trasmitió sus reflexiones, con artículos de opinión en ABC, El Correo Español y La Vanguardia. En 1987 fue elegido miembro de la Real Academia Española (sillón G).

## Obra escrita
Pueden destacarse sus más de tres mil artículos de prensa y, entre sus libros, Reivindicaciones de España, escrito en colaboración con Fernando María Castiella (1941), Embajadores sobre España (1947), Así los he visto (1974), Diario de un ministro de la monarquía (1977), Cuadernos de la transición (1983), La Europa que queremos (Premio Espasa de Ensayo 1986), con ocasión de la entrada de España en la Unión Europea, y sus memorias, tituladas A lo largo del siglo, 1909-1991 (1992). Colaboró en la revista Acción Española.

## Condecoraciones
- Gran Cruz (con distintivo blanco) del Mérito Naval (1957)[18]
- Gran Cruz de la Real y Muy Distinguida Orden de Carlos III (1960)[19]
- Collar de la Orden de Isabel la Católica (1976)[20]